# Corbița
Corbita là một xã thuộc hạt Vrancea, România. Dân số thời điểm năm 2002 là 2099 người.